# Федон Гизикис
Федон Гизикис ( на гръцки : 
Φαίδων Γκιζίκης [ˈfeðon ɟiˈzicis] ; 16 юни 1917 – 26 юли 1999) е гръцки армейски генерал, който е последният президент на Гърция при хунтата от 1973 до 1974 г.

### Късен Живот
Той получава титлата президент на републиката на 25 ноември 1973 г., след като Пападопулос е свален от Димитриос Йоанидис като ръководител на режима във вътрешна борба за власт.  Три дни по-късно той е повишен в генерал ( Strategos ), решение, което подписва сам. Докато беше президент, след подкрепения преврат в Кипър , той щеше да се отклони от откритата конфронтация с турските сили по време на нахлуването в Кипър . По-късно Йоанидис ще обвини Гизикис и други колебливи лидери като причина за гръцката загуба.  Като президент той възложи на Константин Караманлис задачата да състави ново правителство след падането на хунтата .  След падането на диктатурата през 1974 г. той запазва поста си за четири месеца pro tempore , докато нова конституция може да бъде приета по време на metapolitefsi ; след това той беше заменен от Михаил Стасинопулос.

Гизикис се пенсионира от армията през 1974 г., в същия ден, когато подаде оставка от поста си на държавен глава. През 1976 г. военен съдебен съвет прекрати производството срещу него и 88 други бивши офицери, обвинени в държавна измяна и бунт за сътрудничество с бившата хунта

Той почина на 26 юли 1999 г. във военната болница NIMTS в Атина, само един месец след своя предшественик Георгиос Пападопулос.

### Ранен живот и военна кариера
Роден във Волос , Гърция, Гизикис е бил офицер от гръцката армия . Служебният му номер е 21756.  Завършва Гръцката военна академия през 1939 г., достигайки чин втори лейтенант в артилерията и участва в Гръцко-италианската война и Гражданската война в Гърция . През 1967 г. той подкрепя държавния преврат на Георгиос Пападопулос и получава редица висши военни постове по време на последвалата диктатура .